# Rama (игра)
Rama — компьютерная игра в жанре квест, разработанная и выпущенная компанией Sierra Entertainment в 1996 году. Сюжет игры основан на фантастических романах Артура Кларка «Свидание с Рамой» и «Рама 2».
Ранее, в 1984 году, компания Telarium (дочерний бренд Spinnaker Software, первоначально называлась Trillium, но сменила название по решению суда) уже выпускала текстовый квест с таким же названием для компьютеров Apple II и Commodore 64.
Как и во многих Myst-подобных играх, игрок подчиняется принципу AFGNCAAP (аббревиатура от английского «Ageless, Faceless, Gender-Neutral, Culturally-Ambiguous Adventure Person»), то есть не имеет собственного возраста, внешности, пола и не принадлежит к какой-либо культуре. Как поясняется во вступлении, игрока направляют на смену погибшему при загадочных обстоятельствах агенту Валерию Борзову.
Значительная часть игрового процесса проходит в манипуляциях с «наручным компьютером» (англ. wristcomp). При помощи этого устройства можно связываться с другими персонажами, составлять карты окрестностей и перемещаться по игровому миру. В распоряжении игрока также находится маленький андроид, дающий пояснения и описания по поводу окружающих объектов и событий.

## Сюжет
Четыре года назад границу Солнечной системы пересёк гигантский искусственный объект. Международное космическое агентство (англ. International Space Agency, ISA) назвало его Рама (англ. Rama) и отправило для выяснения его исследования экспедицию под названием «Команда Ньютона» (англ. Newton Team). Экспедиция вскоре обнаружила, что Рама — пустой внутри, вращающийся для создания искусственной гравитации цилиндр. Внутри цилиндра находятся огромные города, населённые инопланетными формами жизни (Myrmicats, Avians, Octospiders). «Коренные» жители Рамы — биологические роботы (Biots), сконструированные его создателями.
Первым делом игрок исследует область под названием Равнины (англ. the Plains) в поисках предметов, которые помогли бы в решении математических и логических задач. При этом он посещает два города, условно названные членами экспедиции «Лондоном» и «Бангкоком», чтобы узнать больше об их обитателях. Чтобы двигаться дальше, игрок решает головоломки по принципу «дополни картину недостающим» и примеры в восьмеричной и шестнадцатеричной системах счисления.
После исследования Равнин (в сущности, когда игроку удаётся собрать все нужные предметы) Рама меняет курс и начинает приближаться к Земле. Специальная команда (первоначально в неё входили Хейлманн, Борзов и О’Тул) активирует бомбы, заложенные внутри цилиндра, чтобы уничтожить Раму и его обитателей. Игрок в это время может обследовать остров в Цилиндрическом море, получивший прозвище «Нью-Йорк», где установлена одна из бомб. Игрок узнает, что Рама отклонился от курса и больше не угрожает Земле, однако бомбы установлены на взрыв через шесть часов, а О’Тул, знавший код для отключения таймера, исчез. В оставшиеся до взрыва шесть часов игрок должен отыскать код и предотвратить взрыв.
Эпилог игры предполагает выход продолжения, которое уже было запланировано, но так и не вышло.

## Персонажи
Многие из персонажей игры впервые появляются в романе «Рама 2». Некоторые только упоминаются в игре, но не встречаются игроку.
Список персонажей игры:
- Сигэру Такагиси (учёный)
- Дэвид Браун (начальник экспедиции)
- Франческа Сабатини (видеожурналист) (роль играет Тиффани Хелм)
- Отто Хейлманн (старший офицер безопасности)
- Майкл О’Тул (программист)
- Ричард Уэйкфилд (старший инженер)
- Регги Уилсон (репортёр)
- Ирина Тургенева (космонавт) (озвучивает Шарон Манн)
- Николь де Жарден (медик) (роль играет Эми Хантер)
- Хиро Яманака (медик)
- Янош Табори (агент IBI)
- Валерий Борзов (агент IBI, погибает до начала игры, и в дальнейшем его заменяет игрок)

Персонажей играли живые актёры, что, хотя и не влияет на игровой процесс, но добавляет игре реалистичности. Взаимоотношения персонажей создают побочную сюжетную линию игры.

## География Рамы
Внутренность Рамы в игре создана по описаниям из книг. Это огромный гладкий цилиндр длиной в 50 км и высотой в 20 км. По длине корпуса корабля проходят 3 балки, которые, давая свет, создают искусственный цикл дня и ночи. Игра начинается ночью, но вскоре наступает день.
Рама разделён на «Северную» и «Южную» половины, между которыми Цилиндрическое море, замерзающее «зимой».
Для лучшей ориентации игрока в нижней части интерфейса расположена стрелка, всегда указывающая на «север» Рамы.
«Вход», где установило свою базу ISA, является южным «полюсом». Там расположены шлюзы и приборы климат-контроля. Там же начинается игра. Следуя книге, база расположена на оси вращения цилиндра, и внутри неё тяжесть должна отсутствовать, но создатели игры пренебрегли этой деталью, чтобы не затруднять игровой процесс.
Юг цилиндра занимают Равнины с их холмами и городами, названными в честь земных. Игрок посещает только «Бангкок» (в сущности, музей для каждого из инопланетных видов) и «Лондон». В путешествиях по Равнинам игрок ориентируется по карте, отображаемой на его наручном компьютере.
Равнины примыкают к Цилиндрическому морю, которое в игре показано замёрзшим. В море расположен огромный остров с выступающими образованиями на поверхности (за что острову дано прозвище «Нью-Йорк». На острове есть три «площади», каждую из которых населяет один инопланетный вид.
Игрок не попадает в противоположную часть цилиндра, где, следуя книгам, расположены двигатели. «Москва», «Рим» и «Париж», упоминающиеся в книгах, в игре не появляются.

## Техническая информация
Игра работает на платформах DOS, Windows и Macintosh. При её создании использовалась третья версия движка Sierra's Creative Interpreter. Как обычно в то время, графика игры сочетает трёхмерные элементы, нарисованные на компьютере, и снятые вживую сцены. Хотя игра поддерживает только 256 цветов, качество видео в ней достаточно высокое.
Rama вышла на трёх компакт-дисках. Третий диск, входивший в комплект, был отведён исключительно под видео. Первый видеоролик служит прологом: в нём в виде телевизионного шоу и интервью с будущими персонажами игры раскрывается реакция Земли на появление Рамы. Другой ролик включает короткое интервью с Артуром Кларком и Джентри Ли.
Кларк сам появляется в некоторые эпизодах игры (например, при гибели игрока и в эпилоге).

## Оценки игровых критиков
Gamespot.com оценил игру в 6,9 балла, отметив интересные головоломки и близость сюжета книгам Кларка. Среди недостатков в обзоре названы отсутствие отдельного экрана для игрового инвентаря и акцент на решение головоломок и задач вместо взаимодействия с другими персонажами.
Сайт JustAdventure.com, напротив, разместил отрицательный отзыв об игре. Помимо названной выше нехватки отдельного инвентаря, в обзоре упоминается «математическая» направленность большинства головоломок, неэффективное использование игрового экрана и графика, не дающая представления о внутреннем строении Рамы.